# Antónia Golitková
Antónia Golitková est une ancienne joueuse slovaque de volley-ball née le 9 août 1987 à Spišská Nová Ves. Elle mesure 1,88 m et jouait au poste d'attaquante. 

## Clubs
| Club                    | De        | À         |
| ----------------------- | --------- | --------- |
| VK Spišská Nová Ves     | 1997-1998 | 2001-2002 |
| Slávia UK               | 2002-2003 | 2002-2003 |
| Slávia Forplast Komárno | 2004-2005 | 2004-2005 |
| VK UJS Komárno          | 2005-2006 | 2005-2006 |
| VK Doprastav Bratislava | 2006-2007 | 2006-2007 |
| Slávia UK               | 2007-2008 | 2012-2013 |
| VŠK Paneurópa           | 2013-2014 | 2013-2014 |

## Palmarès
- Championnat de Slovaquie (3)
  - Vainqueur : 2008, 2010, 2011, 2013.
  - Finaliste : 2009, 2012.
- Coupe de Slovaquie (1)
  - Vainqueur : 2010, 2013.
  - Finaliste : 2008, 2011, 2012.